# Maria Luísa Mendonça
Maria Luísa Mendonça (n. 30 ianuarie 1970, Rio de Janeiro, Rio de Janeiro, Brazilia) este o actriță, regizoare și prezentatoare braziliană care a devenit cunoscută la nivel național pentru interpretarea hermafroditului Buba în telenovela Renascer difuzată de Rede Globo în 1993. Ea este, de asemenea, cunoscută pentru interpretările unor femei senzuale, dar nechibzuite și impulsive.

## Biografie
Este fiica unei artiste plastice, Lígia Mendonça, și a unui avocat, Newton Mendonça. Actrița are o soră mai mare, Maria Fernanda, care a murit într-un accident de mașină. La acea vreme, Maria Luísa avea opt ani. A absolvit Casa de Arte das Laranjeiras în 1991.

## Viața personală
Actrița este mama unei fete pe nume Julia, provenită din căsătoria sa cu regizorul de film Rogério Gallo, căsătorie care s-a încheiat în 2000. În 2001 s-a căsătorit cu producătorul de film Fabiano Gullane, cu care a rămas până în 2004, apoi, din 2005 până în mai 2016, a fost căsătorită cu regizorul Cláudio Torres.

## Filmografie (selecție)
- Renascer (1993)
- Engraçadinha: Seus Amores e Seus Pecados (1995)
- Explode Coração (1995)
- Corpo Dourado (1998)
- Foolish Heart (1998)
- Cucerirea (2000)
- The Three Marias (2002)
- Carandiru (2003)
- Um Só Coração (2004)
- Stăpâna destinului (2004)
- Mandrake (2005)
- Querô (2007)
- A Mulher Invisível (2009)
- Viver a Vida (2009)
- O Homem do Futuro (2011)
- Sessão de Terapia (2012)
- Além do Horizonte (2013)
- Magnifica 70 (2015)